# Protokollarische Rangordnung in Hongkong
Die Protokollarische Rangordnung in Hongkong (Hong Kong order of precedence, Hierarchy of positions within the Government of Hong Kong, chinesisch 香港特別行政區排名名單, Pinyin Xiānggǎng tèbié xíngzhèng qūpáimíng míngdān, Jyutping: hoeng1 gong2 dak6 bit6 hang4 zing3 keoi1 paai4 ming4 ming4 daan1, Hong Kong SAR Order of Precedence) ist die protokollarische Rangordnung, welche die Träger hoher Staatsämter in der Regierung von Hongkong ihrer nominellen Bedeutung nach ordnet und wird von der Government’s Protocol Division angewandt. Sie legt jedoch nicht die Nachfolgeregelung (order of succession) für das Amt des Chief Executive fest; diese wird stattdessen durch das Basic Law of the Hong Kong Special Administrative Region of the People’s Republic of China (中華人民共和國香港特別行政區基本法; J.: zung1 waa4 jan4 man4 gung6 wo4 gwok3 hoeng1 gong2 dak6 bit6 hang4 zing3 keoi1 gei1 bun2 faat3, Grundgesetz Hongkongs) festgelegt.
Als Sonderverwaltungszone (Tèbié Xíngzhèngqū) der Volksrepublik China behält Hongkong theoretisch seine Autonomie in allen Angelegenheiten außer Verteidigung und Außenbeziehungen. Diesem Status entsprechend sind Staats- und Parteiführer der Zentralregierung nicht in der Rangfolge aufgeführt. Regierungsbeamte aus Festlandchina werden bei Regierungsveranstaltungen in Hongkong im Allgemeinen als Ehrengäste behandelt.

## Hong Kong SAR Order of Precedence
1. Chief Executive (John Lee, GBM, SBS, PDSM)[3]
2. Chief Justice of the Court of Final Appeal (香港終審法院首席法官 -hoeng1 gong2 zung1 sam2 faat3 jyun2 sau2 zik6 faat3 gun1, Andrew Cheung, 張舉能 GBM)
3. Frühere Chief Executives
  1. Tung Chee-hwa, GBM
  2. Donald Tsang, GBM
  3. Leung Chun-ying, GBM, GBS, JP
  4. Carrie Lam, GBM, GBS, JP
4. Chief Secretary for Administration (香港特別行政區政務司司長 -hoeng1 gong2 dak6 bit6 hang4 zing3 keoi1 zing3 mou6 si1 si1 coeng4, Eric Chan 陳國基, GBS, IDSM, JP)
5. Financial Secretary (香港特別行政區財政司司長 -hoeng1 gong2 dak6 bit6 hang4 zing3 keoi1 coi4 zing3 si1 si1 coeng4, Paul Chan Mo-po 陳茂波, GBM, GBS, MH, JP)
6. Secretary for Justice (律政司司長 -leot6 zing3 si1 si1 coeng4, Paul Lam 林定國, SBS, SC, JP)
7. Präsident des Legislative Council (香港特別行政區立法會 -hoeng1 gong2 dak6 bit6 hang4 zing3 keoi1 lap6 faat3 wui2) und Mitglieder des Executive Council (香港特別行政區行政會議 -hoeng1 gong2 dak6 bit6 hang4 zing3 keoi1 hang4 zing3 wui2 ji5):
  1. Präsident des Legislative Council (香港特別行政區立法會主席 -hoeng1 gong2 dak6 bit6 hang4 zing3 keoi1 lap6 faat3 wui2 zyu2 zik6, Andrew Leung 梁君彥, GBM, GBS, JP)
  2. Convenor of the Executive Council (Regina Ip 葉劉淑儀, GBM, GBS, JP)
  3. Deputy Chief Secretary for Administration (Warner Cheuk 卓永興, GBS)
  4. Deputy Financial Secretary (Michael Wong Wai-lun 黃偉綸, GBS, JP)
  5. Deputy Secretary for Justice (Horace Cheung 張國鈞, SBS, JP)
  6. Weitere Mitglieder des Executive Council
8. Weitere Leitende beamte:
  1. Commissioner of Police (警務處處長 -ging2 mou6 cyu3 cyu3 coeng4, Raymond Siu Chak-yee 蕭澤頤, PDSM)
  2. Commissioner, Independent Commission Against Corruption (廉政公署 -lim4 zing3 gung1 cyu5, Woo Yong-ming, SBS, CSDSM)
  3. Director of Audit (審計署 -sam2 gai3 cyu5, Nelson Lam 林智遠, JP)
  4. Director of Immigration (入境事務處處長 -jap6 ging2 si6 mou6 cyu3 cyu3 coeng4, Au Ka-wang 區嘉宏, IDSM)
  5. Commissioner of Customs and Excise (海關關長 -hoi2 gwaan1 gwaan1 coeng4Louise Ho 何珮珊, CMSM)
9. Weitere Mitglieder des Court of Final Appeal (香港終審法院 -hoeng1 gong2 zung1 sam2 faat3 jyun2) und der 'Chief Judge' des High Court (香港特別行政區高等法院 -hoeng1 gong2 dak6 bit6 hang4 zing3 keoi1 gou1 dang2 faat3 jyun2):
  1. Ständige Richter am Court of Final Appeal:
    1. Robert Ribeiro 李義, GBM
    2. Joseph Fok 霍兆剛
    3. Johnson Lam 林文瀚

  2. Nichtständige Richter am Court of Final Appeal:
    1. Frank Stock 司徒敬 GBS, JP
    2. Kemal Bokhary سید كمال شاه بخاري‎, 包致金; (Bāau Jigām) GBM, JP
    3. Patrick Chan Siu-oi 陳兆愷 GBM
    4. Robert Tang 鄧國楨 GBM, SBS, JP
    5. Lennie Hoffmann, Baron Hoffmann 賀輔明 GBS
    6. Murray Gleeson 紀立信 GBS, AC
    7. David Neuberger, Baron Neuberger of Abbotsbury 廖柏嘉 GBS
    8. Lawrence Collins, Baron Collins of Mapesbury 郝廉思
    9. Nicholas Phillips, Baron Phillips of Worth Matravers 范理申
    10. William Gummow 甘慕賢 AC
    11. Robert French 范禮全 AC
    12. Beverley McLachlin 麥嘉琳
    13. Jonathan Sumption, Lord Sumption 岑耀信

  3. Chief Judge of the High Court (香港高等法院首席法官 -hoeng1 gong2 gou1 dang2 faat3 jyun2 sau2 zik6 faat3 gun1 Jeremy Poon 潘兆初)
10. Weitere Mitglieder des Legislative Council
11. Consuls-General (Ausländische Diplomaten)
12. Religiöse Führer:
  1. Archbishop of Hong Kong Sheng Kung Hui (Andrew Chan)
  2. Präsident der Hong Kong Buddhist Association (香港佛教聯合會 -hoeng1 gong2 fat6 gaau3 lyun4 hap6 wui2 , Kuan Yun, MH)
  3. Catholic Bishop of Hong Kong (Stephen Chow)
  4. Präsident der Confucian Academy (孔教學院 -hung2 gaau3 hok6 jyun2, Tong Yun-kai, SBS)
  5. Vorsitzender der Chinese Muslim Cultural and Fraternal Association (中華回教博愛社 -zung1 waa4 wui4 gaau3 bok3 ngoi3 se5 , Ali Yuet)
  6. Vorsitzender des Hong Kong Christian Council (中華基督教會香港區會 -zung1 waa4 gei1 duk1 gaau3 wui2 hoeng1 gong2 keoi1 wui2, Wong Ka-fai)
  7. Vorsitzender der Hong Kong Taoist Association (香港道教聯合會 -hoeng1 gong2 dou6 gaau3 lyun4 hap6 wui2 , Leung Tak-wah, BBS, MH)
13. Träger der Grand Bauhinia Medal
14. Universitäts-Rektoren
  1. Präsident der City University of Hong Kong (Kuo Way, 郭位 JP)
  2. Präsident und Vizekanzler der Hong Kong Baptist University (Alexander Wai, 衞炳江 JP)
  3. Präsident der Hong Kong Metropolitan University (香港都會大學 -hoeng1 gong2 dou1 wui2 daai6 hok6, Paul Lam, SBS, JP)
  4. Präsident der Hong Kong Shue Yan University (香港樹仁大學 -hoeng1 gong2 syu6 jan4 daai6 hok6, Henry Hu 胡鴻烈)
  5. Präsident der Lingnan University (嶺南大學 -leng5 naam4 daai6 hok6 , Leonard Cheng 鄭國漢, BBS, JP)
  6. Vizekanzler und Präsident der Chinese University of Hong Kong (香港中文大學 -hoeng1 gong2 zung1 man4 daai6 hok6, Rocky Tuan 段崇智)
  7. Präsident der Education University of Hong Kong (香港教育大學 -hoeng1 gong2 gaau3 juk6 daai6 hok6 , Stephen Cheung 張仁良, SBS, JP)
  8. Präsident der Hang Seng University of Hong Kong (香港恒生大學 -hoeng1 gong2 hang4 saang1 daai6 hok6 , Simon Ho 何順文)
  9. Präsident der Hong Kong Polytechnic University (香港理工大學 -hoeng1 gong2 lei5 gung1 daai6 hok6, Jin-Guang Teng, JP)
  10. Präsident der Hong Kong University of Science and Technology (Nancy Ip, SBS, MH, JP)
  11. Vizekanzler und Präsident der University of Hong Kong (Xiang Zhang, JP)
15. Weitere Mitglieder des 'High Court':
  1. Justices of Appeal des Court of Appeal (上訴法庭 - soeng5 sou3 faat3 ting4)
  2. Richter des Court of First Instance (香港特別行政區高等法院原訟法庭 -hoeng1 gong2 dak6 bit6 hang4 zing3 keoi1 gou1 dang2 faat3 jyun2 jyun4 zung6 faat3 ting4 )
16. Public Commissioners:
  1. Vorsitzender des Public Service Commission (公務員事務局局長 -gung1 mou6 jyun4 si6 mou6 guk6 guk6 coeng4, Rita Lau 劉吳惠蘭, GBS, JP)
  2. The Ombudsman (申訴專員公署 -san1 sou3 zyun1 jyun4 gung1 cyu5, Winnie Chiu, PDSM)
17. Consuls-in-Charge/Honorary Consuls (Foreign country diplomats to Hong Kong)
18. Permanent Secretaries, Under Secretaries und Beamte ab Rang Directorate Grade 6 Rank
19. Richter des District Court (區域法院 -keoi1 wik6 faat3 jyun2 ):
  1. Chief District Judge (Justin Ko)
  2. Principal Family Court Judge (Chan Chan-kok)
  3. Weitere District Judges
20. Vorsitzender des District Council (香港區議會 -hoeng1 gong2 keoi1 ji5 wui2)
21. Träger des Gold Bauhinia Star
22. Justices of the Peace (太平紳士 -taai3 ping4 san1 si6 )
23. Mitglieder des District Councils
  1. District Council Vice Chairmen
  2. Weitere District Council Members

## Die „Order of Precedence“ bis Juni 1997
Vor der Wiedereingliederung Hongkongs in die Volksrepublik China gab es eine abweichende Reihenfolge, die der kolonialen Verwaltung Rechnung trug. Amtsinhaber am 1. Juni 1997 in Klammern:
1. Governor (香港總督 -hoeng1 gong2 zung2 duk1 , Chris Patten 彭定康)
2. Chief Justice (首席按察司, Noel Power 鮑偉華爵士 (Acting))
3. Chief Secretary (Mrs. Anson Chan 陳方安生, CBE, JP)
4. Commander der British Forces in Hongkong, (Major General Bryan Dutton 鄧守仁, CBE)
5. Kirchenführer
  1. Anglikanischer Bischof von Hongkong (Bishop Peter Kwong)
  2. Katholischer Bischof von Hongkong (Kardinal John Wu)
6. Financial Secretary (Donald Tsang, OBE, JP)
7. Attorney General (Jeremy Fell Mathews 馬富善, CMG, JP)
8. Präsident des Legislative Council (Andrew Wong 黃宏發, OBE, JP)
9. Mitglieder des Executive Council
10. Weitere Mitglieder des Legislative Council
11. Leitende Diplomatische Beamte
  1. Commonwealth Commissioners und Consuls-General de Carriere
  2. Acting Commonwealth Commissioners und Acting Consuls-General de Carriere
  3. Honorary Consuls-General
  4. Senior British Trade Commissioner (Francis Cornish 黃宏發, CMG, LVO)
12. Universitäts-Rektoren
  1. Präsident der Hong Kong University of Science and Technology (Woo Chia-wei 吳家瑋, CBE)
  2. Präsident und Vizekanzler der Hong Kong Baptist University (Daniel Tse 謝志偉, CBE, JP)
  3. Präsident der Hong Kong Polytechnic University (Poon Chung-kwong 潘宗光, OBE, JP)
  4. Vizekanzler der University of Hong Kong (Patrick Cheng, CBE, JP)
  5. Präsident der City University of Hong Kong (Chang Hsin-kang 張信剛)
  6. Vizekanzler der Chinese University of Hong Kong (Arthur Li 李國章)
13. Richter des Supreme Court (香港最高法院 -hoeng1 gong2 zeoi3 gou1 faat3 jyun2 )
  1. Justices of Appeal
  2. Judges of the High Court
14. Knights
15. Heads of Public service units
  1. Commissioner of police (Eddie Hui 许淇安, QPM, CPM)
  2. Chairman of the Public Service Commission (Haider Hatim Tyebjee Barma 鮑文, CBE, ISO, JP)
  3. The Ombudsman (Andrew So 蘇國榮, OBE, JP)
  4. Commissioner of the Independent Commission Against Corruption (Lily Yam 任關佩英, JP)
  5. Chairman of the Urban Council (市政局, Ronald Leung 梁定邦, OBE, JP)
  6. Chairman of the Regional Council (區域市政局, Daniel Lam 林偉強, JP)
16. Consuls de Carriere als Heads of Post
17. Honorary Consuls als Heads of Post
18. Weitere Secretaries und Heads of Group I Departments
19. Chief of Staff und Senior Naval Officer (Kommodore Peter John Melson, CBE)
20. Hong Kong Commissioner in London (Sir David Robert Ford 霍德, KBE, LVO, JP)
21. Weitere Mitglieder der Urban und Regional Councils
22. Administrative Officer Staff Grade “A” und vergleichbare Heads of Departments
23. District Judges
24. District Board Chairmen
25. Companions, Commanders, Officers und Members of Orders of Chivalry
26. Justices of the Peace